# Hotel do Farol (Mosqueiro)
O Hotel do Farol é uma atração turística localizada na Ilha de Mosqueiro, na cidade de Belém, Pará, em frente ao Farol que lhe empresta o nome. Foi construído entre 1936 e 1938 em arquitetura de influência europeia do começo do século XX, com elementos art déco. Foi tombado em nível estadual pelo DPHAC, em 2004, em conjunto com a Ilha dos Amores.

## Histórico
A história do Hotel do Farol se inicia no início do século XX, quando o advogado bragantino Zacharias Mártyres e a portuguesa Adelaide de Almeida decidem comprar um terreno na Ponta do Farol, na Ilha do Mosqueiro (a maior das 42 ilhas que compõem o arquipélago do território ribeirinho de Belém, e construir uma casa onde viveram com a família de treze filhos. Quando, no Estado Novo, os jogos foram legalizados, Zacharias iniciou o empreendimento de uma segunda edificação para abrigar um cassino.
A edificação hoje pintada em branco e verde foi construída entre 1936 e 1938, em arquitetura de influência europeia do começo do século XX, com elementos art déco. "os materiais de construção chegavam de canoa na ilha, e por vezes se perdiam com a subida da maré do rio". Sua planta é composta por restaurante, salões nobres para eventos, quartos, jardins e terraços. "Circundado pelas águas, a edificação de 12 faces tem a forma de um transatlântico, de cantos arredondados, servindo-lhe de quebra-vento".
Na década de 1940, era frequentado por oficiais estrangeiros da Segunda Guerra Mundial.⁣ Hoje é um dos destinos de veraneio dos moradores de Belém e um dos hotéis mais antigos ainda em atividade nesta cidade.
Atualmente, o conjunto edificado é composto pelo prédio central (construído entre 1936 e 1938), o prédio anexo (do final da década de 1930), e o prédio redondo (do final da década de 1940).

## Ilha dos Amores
A Ilha dos Amores é uma formação rochosa coberta de vegetação nativa localizada próximo ao Hotel do Farol e que compõe com ele um conjunto paisagístico. À época do surgimento do Hotel, era lá que bandeiras do Brasil e de Portugal eram hasteadas.

## Tombamento
Foi tombado em nível estadual pelo Departamento de Patrimônio Histórico Artístico e Cultural do Estado do Pará (DPHAC), em 2004, em conjunto com a Ilha dos Amores.